# Выборы губернатора Курской области (2024)
Выборы губернатора состоялись в Курской области 8 сентября 2024 года в единый день голосования. Решением избирательной комиссии Курской области голосование проводилось в течение трёх дней подряд с 6 по 8 сентября 2024 года. Одновременно в ряде районов были проведены муниципальные выборы.
Губернатор избирается сроком на 5 лет. На тот же срок избранный губернатор назначает членом Совета Федерации одного из трёх своих протеже, заявленных при выдвижении. По результатам голосования в первом туре одержал победу действующий глава региона Алексей Смирнов, выдвинутый «Единой Россией». Своим представителем в Совете Федерации он назначил гвардии полковника Алексея Кондратьева.
На 1 июля 2024 года в Курской области было зарегистрировано 876 055 избирателей, из которых около 39 % (341 741 избирателей) в городском округе Курске.

## Предшествующие события
Предыдущие выборы губернатора Курской области прошли в 2019 году. На них с результатом 81,07 % голосов победил Роман Старовойт, врио губернатора с 11 октября 2018 года.
14 мая 2024 года Государственная дума утвердила Романа Старовойта на должность министра транспорта Российской Федерации. В тот же день он был назначен на должность указом президента России Владимира Путина. Ранее, 12 мая обязанности главы региона были возложены на первого заместителя губернатора Алексея Смирнова 
(15 мая данное решение подтверждено указом президента России).

## Организация выборов
Избирательная комиссия Курской области состоит из 14 членов с правом решающего голоса. Должность председателя с декабря 2021 года занимает Татьяна Малахова
Ключевые даты
- 6 июня депутаты Курской областной думы назначили выборы на единственно возможную дату — 8 сентября 2024 года (единый день голосования)

## Кандидаты
Курской области кандидаты могут выдвигаться только политическими партиями, имеющими право участвовать в выборах. Кандидатов выдвинули 4 партии. Все они были зарегистрированы.
| Кандидат           | Возраст              | Должность (на момент выдвижения) | Субъект выдвижения                | Статус          | Кандидаты в Совет Федерации |
| ------------------ | -------------------- | --- | --------------------------------- | --------------- | --------------------------- |
| Геннадий Баев      | 53 года (21.06.1971) | депутат Курской областной думы 7 созыва | «Справедливая Россия — За правду» | зарегистрирован |                             |
| Алексей Бобовников | 53 года (23.05.1971) | секретарь Курского отделения КПРФ, депутат Курской областной думы 7 созыва на непостоянной основе                                              | КПРФ                              | зарегистрирован |                             |
| Алексей Смирнов    | 51 год (27.05.1973)  | временно исполняющий обязанности губернатора                                                                                                   | «Единая Россия»                   | зарегистрирован |                             |
| Алексей Томанов    | 43 года (2.03.1981)  | помощник депутата Госдумы 8 созыва Б. А. Чернышова по работе в Курской области, депутат Курской областной думы 7 созыва на непостоянной основе | ЛДПР                              | зарегистрирован |                             |

## Голосование
Досрочное голосование по выборам началось 28 августа, в связи с боями и оккупацией части Курской области. К 4 сентября 2024 года проголосовало 27 % избирателей.

## Результаты
9 сентября избирательная комиссия Курской области подвела окончательные результаты выборов. Губернатором был переизбран Алексей Смирнов, кандидат от «Единой России».
16 сентября 2024 года в Курске Алексей Смирнов вступил в должность губернатора на новый 5-летний срок. Церемония принесения присяги прошла здании правительства Курской области на Красной площади. В ней приняли участие полномочный представитель президента РФ в Центральном федеральном округе Игорь Щёголев, министр транспорта РФ и предыдущий губернатор области Роман Старовойт. На следующий день, 17 сентября, Смирнов назначил членом Совета Федерации Алексея Кондратьева.